# Rezerwat przyrody Jaworzyna
Jaworzyna – leśny rezerwat przyrody na terenie dzielnicy Wapienica w Bielsku-Białej w województwie śląskim. Utworzony rozporządzeniem Wojewody Śląskiego z dnia 25 sierpnia 2003 r. (Dziennik Urz. Woj. Śląskiego Nr 85, poz. 2281), zajmuje powierzchnię 40,03 ha.
Rezerwat zlokalizowany jest w Dolinie Wapienicy, na stromych, północno-wschodnich zboczach Wysokiego i Kopanego, opadających do Jeziora Wapienickiego, w północno-wschodniej części Beskidu Śląskiego. Jest położony na terenie Parku Krajobrazowego Beskidu Śląskiego. Obszar rezerwatu jest w zarządzie Nadleśnictwa Bielsko.
Przedmiotem ochrony na jego terenie są górskie zespoły leśne:
- jaworzyna górska z miesiącznicą trwałą,
- kwaśna buczyna górska,
- żyzna buczyna karpacka.